# Одаджич, Любица
Любица Одаджич (сербохорв. Љубица Одаџић / Ljubica Odadžić; 12 октября 1913, Кумане — 10 марта 1942, Панчево) — югославская партизанка, Народный герой Югославии.

## Биография

### Ранние годы
Родилась 12 октября 1913 года в банатском селе Кумане (около Великого-Бечкерека, ныне Воеводина, Республика Сербия). Родом из бедной крестьянской семьи. Её родители не имели достаточно средств на обучение дочери, поэтому Любица окончила только начальную школу. Она проживала в деревне и занималась домашней и полевой работой. В возрасте 21 года покинула село и уехала искать работу в городе. В 1935 году она приехала в Белград, где первое время работала в доме горничной. По совету своей подруги Невенки Петрович она устроилась на текстильный завод Влады Илича на Карабурме. Подружившись со множеством работников текстильной промышленности, Любица вступила в революционное рабочее движение.
Впервые с марксистской идеологией Любица познакомилась ещё в родном селе, где проживало несколько югославов, участвовавших в Октябрьской революции (самым известным среди них был Любомир Чолич). Любица узнала от них об Октябрьской революции в России, о Владимире Ленине и о том, как «у рабочих и крестьян в России нет хозяев». В её родном селе в 1919 году появилась партийная организация Коммунистической партии Югославии.

### Революционная деятельность
Совместно со своими единомышленниками Любица участвовала в забастовках и других акциях за расширение прав рабочих. Своё свободное время она посвятила борьбе за права женщин, а именно за лучшие условия труда, равноправие с мужчинами, культурное развитие и т.д. Часто она наведывалась в своё родное село, где проводила политическую работу с женщинами (в основном с девушками). Её деятельность в плане эмансипации и защите прав рабочих не осталась без внимания со стороны полиции. Многократно Любицу арестовывали и отправляли в тюрьму «Главняча» при управлении города Белграда, однако она не выдавала на следствии никого и не сознавалась в подпольной деятельности, поэтому не осуждалась. В 1937 году её выселили в родное село за слишком большую политическую активность, но она вернулась в Белград и продолжила политическую деятельность. Поскольку на фабрике была подпольная типография, Любица раздавала пропагандистские листовки и другие агитационные материалы рабочим. Их она получила от своей подруги Невенки Петрович, сотрудницы технического отделения Белградского городского комитета КПЮ.
В 1938 году Любица вступила в Коммунистическую партию Югославии. Она работала в той же ячейке, что и известная рабочая текстильного завода Лепосава Стаменкович. В декабре 1940 года Любица присоединилась к тысяче бастующих сотрудников текстильной индустрии Белграда и была избрана в забастовочный комитет, откуда ушла после завершения забастовки.

### Народно-освободительная война Югославии
После оккупации Югославии и её раздела странами оси в апреле 1941 года Любица получила приказ от партии уйти из Белграда и вернулась в родное село, где начала вести агитацию среди женщин (особенно среди молодёжи). Она занималась обучением и воспитанием девушек, которым предстояло вступить в Союз коммунистической молодёжи Югославии. За небольшой период (май — июнь) она добилась того, что 61 девушка вошла в Союз. Поскольку в Кумане действовали крупные организации КПЮ и СКМЮ, разделённые на несколько районов, был специально сформирован женский комитет численностью 250 девушек, деятельностью которого руководила Любица.
В конце июня 1941 года Любица вошла в Куманский сельский комитет КПЮ, а затем в Новобечейский краевой комитет КПЮ. Поскольку ей необходимо было вести агитацию среди женщин, она организовывала курсы санитарок, а из девушек образовывала первые партизанские ударные группы и десятки. 22 июня после начала операции «Барбаросса» на коммунистов началась облава, а Любица была вынуждена уйти в подполье. В течение всего лета она с сотоварищами трудилась над организацией партизанского отряда, закупала одежду, обувь и снаряжение для партийных работников и солдат Куманского партизанского отряда (в июле он насчитывал 24 человека). В селе Меленци, где местные жители чтили революционные традиции, был также образован Меленацкий партизанский отряд. Директивой высшего руководства Народно-освободительного движения было принято решение об объединении Куманского и Меленацкого отряда в единый Куманско-Меленацкий партизанский отряд. Несмотря на плохие условия для партизанской войны, благодаря равнинной местности летом отряду удалось провести несколько успешных акций. В течение дня отряд скрывался в кукурузных полях, которые в связи с отсутствием густого леса в той местности служили единственным безопасным укрытием, а ночью отправлялся на задание.
После зачисток со стороны карательных отрядов партизаны не успели уйти в Срем, поэтому в октябре 1941 года было принято решение о создании так называемых «баз для зимовья», где партизаны могли бы скрыться в холодное время года в случае вступления оккупационных частей в деревню. Любица была одним из главных сторонников создания баз в Кумане. В этом плане её поддержали Добринка и Милена Станчич, а также Барбара «Селешки» Боришка. За небольшой временной промежуток в Кумане появилось более 90 баз, из которых на 30 могли прятаться партизаны. В декабре 1941 года в Кумане прибыл Жарко Зренянин, секретарь Воеводинского краевого комитета КПЮ и один из организаторов партизанского движения в Воеводине. Он провёл реорганизацию партийного и военного руководства, вследствие чего Любица приняла новые обязанности: она стала членом Северобанатских окружных комитетов Коммунистической партии Югославии и Союза коммунистической молодёжи Югославии.
В связи с суровой зимой конца 1941 — начала 1942 годов отряд находился в Кумане и Меленцах, а оккупационные власти тем временем пытались найти своих противников, пользуясь разведывательными сетями. После ряда неудач полиции за дело взялся комендант по вопросам общественной безопасности Баната Юрай Шпилер, который организовал блокаду села, длившуюся с 13 по 25 февраля 1942 года. В ходе этой затяжной облавы было открыто 32 базы партизан, на месте убито 18 человек, 200 арестовано (из них 100 расстреляно). Среди арестованных было очень много куманских партизан, партийных деятелей, сочувствующих Народно-освободительному движению. Аналогичные действия предпринимались и в отношении села Меленица, что стало ударом по партизанскому движению в Банате.
20 февраля 1942 года после обысков в доме Любинки Петрович была открыта база, в которой скрывались Любица Одаджич и инженер Иван «Цото» Кнежевич (1910—1942) из Загреба. Цото был одним из тех, кто сбежал из тюрьмы в Сремске-Митровице (он получил пять лет тюрьмы) и затем примкнул к Куманско-Меленацкому отряду как инструктор по диверсиям. Любица и Иван должны были совершить самоубийство, чтобы не попасть в руки противника, но если Ивану это удалось, то Любица не успела застрелиться: в пистолете заклинил патрон. Девушку арестовали.
Среди раскрытых партизан в Кумане были другие организаторы Народно-освободительного движения:
- Жарко Миланов, политрук отряда, оказывал сопротивление нападавшим и успел сбежать, но был ранен. Чтобы не попасть в руки к противнику, он покончил с собой;
- Макса Ковачев, секретарь окружного комитета КПЮ, после открытия базы покончил с собой;
- Барбара «Селешки» Боришка, одна из соратниц Любицы, была арестована.

Любица оказалась в числе тех немногих, кто не успел совершить самоубийство или не был убит в ходе облавы. Её бросили в тюрьму в Бечкереке, где агенты оккупационных властей после ареста начали пытать Любицу с требованием раскрыть партизанские базы и выдать своих соратников. В ходе пыток ей пытались прибить подковы к ногам. Однако Любица стерпела всё и не выдала никого из партизан. 10 марта 1942 года её расстреляли в Панчево ещё с 50 деятелями партизанского движения и югославскими патриотами. Среди расстрелянных было ещё 37 уроженцев Кумане.
Указом Президента Федеративной Народной Республики Югославии Иосипа Броза Тито от 26 ноября 1953 года Любице Одаджич присвоено посмертно звание Народного героя Югославии. Имя Любицы Одаджич ныне носит главная улица в её родном селе Кумане, а также улицы в Зренянине и Сомборе. В сентябре 1954 года на Площади освобождения в Кумане был открыт памятный бюст.